# Rhynchosia arenicola
Rhynchosia arenicola är en ärtväxtart som beskrevs av Emil Hassler. Rhynchosia arenicola ingår i släktet Rhynchosia och familjen ärtväxter. Inga underarter finns listade i Catalogue of Life.